# 결혼 말고 동거
《결혼 말고 동거》는 대한민국의 채널A에 방송하는 예능 프로그램이다.

## 기획 의도
“음식은 먹어봐야 알고, 사람은 살아봐야 안다?!” 결혼 전에! 결혼 대신! 요즘 커플들이 선택한 사랑의 형태 ‘동거(同居)’ 어디서도 볼 수 없던 리얼한 동거 스토리와 함께 사는 남녀들의 솔직 과감한 이야기들이 낱낱이 공개된다! “살아봐야 더 사랑한다!”를 외치며 지금 이순간 뜨겁게 사랑하며 살아가는 실제 커플들의 24시간 밀착 동거일지!

## 방송 일정
| 방송 채널 | 방송 기간                       | 방송 시간                           | 비고                      |
| --------- | ------------------------------- | ----------------------------------- | ------------------------- |
| 채널A     | 2023년 1월 20일                 | 금요일 저녁 8시 ~ 10시 40분         | 시범 편성 (2회 연속 방송) |
| 채널A     | 2023년 2월 6일 ~ 2023년 6월 8일 | 매주 월요일 밤 9시 10분 ~ 10시 30분 | 정규 편성                 |

## 출연진
- 한혜진
- 이용진
- 이수혁
- 아이키